# 津幡バイパス

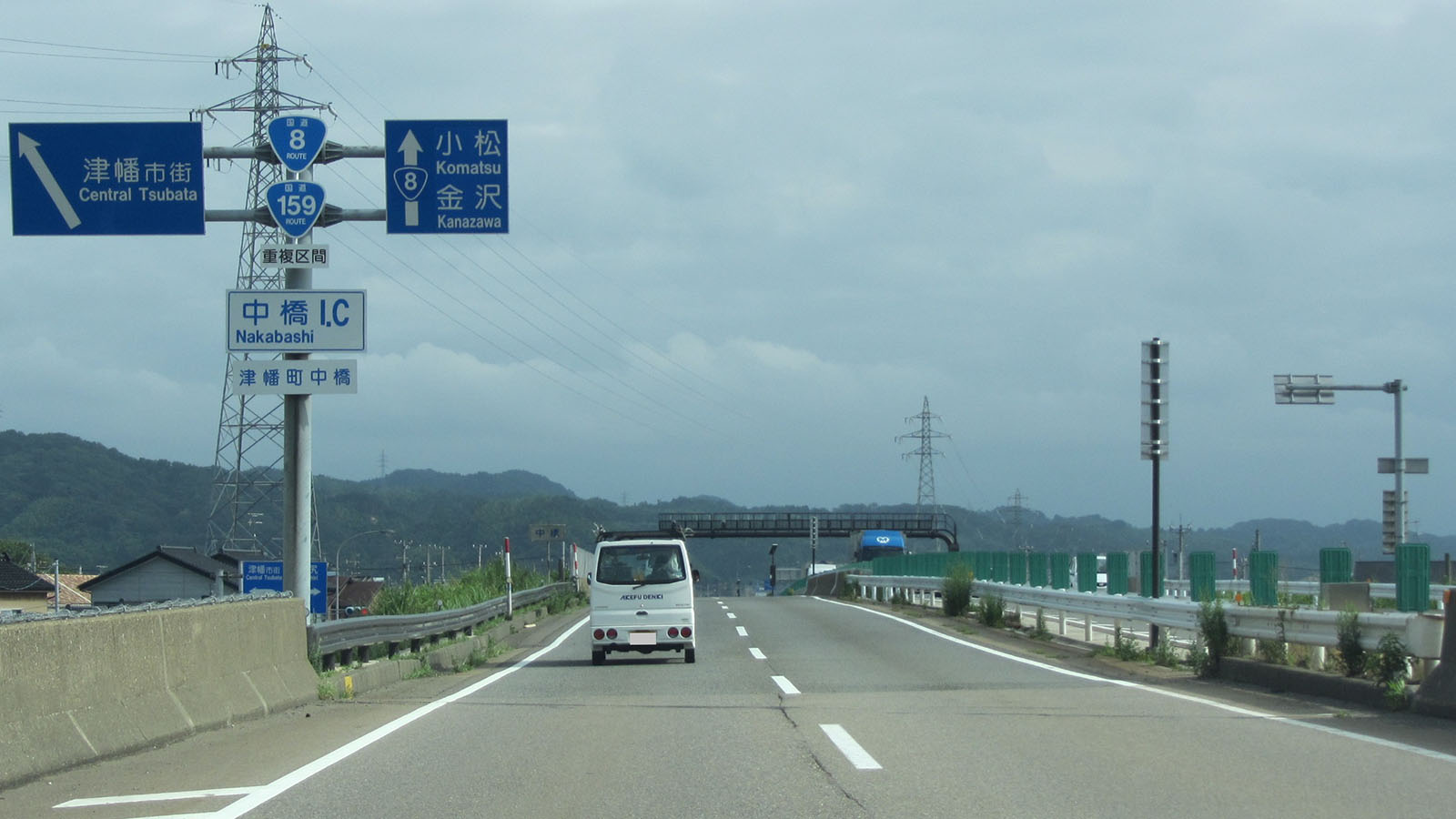
津幡バイパス
石川県河北郡津幡町

津幡バイパス（つばたバイパス）は、石川県かほく市内日角から、金沢市今町に至る国道8号・国道159号（重複：国道249号）のバイパス道路である。

## 概要
当初は舟橋ジャンクションより国道8号金沢バイパスに繋がる今町ジャンクションまでの区間は国道159号（重複：国道249号）として供用されていたが、同ジャンクションで分岐する津幡北バイパスの全線開通により、該当区間は国道8号・国道159号（重複：国道249号）の重複区間となった。
石川県道56号七塚宇ノ気線と共に、月浦白尾インターチェンジ連絡道路を形成しており、北陸自動車道とのと里山海道（旧 : 能登有料道路）を結ぶ役目を持つ道路でもある。

### 路線データ
- 事業名：一般国道159号 津幡バイパス
- 起点：石川県かほく市内日角
- 終点：金沢市今町
- 延長：11.6 km
- 幅員：20.50 m（本線）
- 車線数：4車線
- 事業費：約557億円
- 道路管理者：国土交通省北陸地方整備局金沢河川国道事務所

## インターチェンジなど
- 上側が起点側、下側が終点側。左側が上り側、右側が下り側。
- 交差する道路は、県道以上の道路および立体交差をするもしくは立体交差をする計画の道路。特記がないものは市町道。

| 交差する道路など                        | 交差する道路など                                              | 交差する場所  | 交差する場所             | 交差する場所 | 備考                                                        |
| --------------------------------------- | ------------------------------------------------------------- | ------------- | ------------------------ | ------------ | ----------------------------------------------------------- |
| 石川県道56号七塚宇ノ気線 白尾IC方面     |                                                               |               |                          |              |                                                             |
|                                         | 国道159号・国道249号                                          | かほく市      | 内日角IC（内日角高架橋） |              | 羽咋方面 金沢方面出入口 石川県道8号松任宇ノ気線とも間接接続 |
| 河北潟干拓地方面                        | 河北縦断道路方面                                              | かほく市      | 狩鹿野IC                 | 狩鹿野南     | 金沢方面出入口                                              |
| 河北潟干拓地方面                        | 能瀬駅方面                                                    | 河北郡 津幡町 | 能瀬IC                   | 能瀬         |                                                             |
| 河北潟干拓地方面                        |                                                               | 河北郡 津幡町 | 舟橋IC（舟橋高架橋）     | 舟橋         | 金沢・富山方面出入口                                        |
|                                         | 国道8号 <津幡北バイパス>                                      | 河北郡 津幡町 | 舟橋JCT                  |              | 今町JCT終点まで国道8号と重複                                |
|                                         | 本津幡駅方面                                                  | 河北郡 津幡町 | 庄IC                     | 庄西         |                                                             |
| 石川県道217号川尻津幡線                 | 石川県道217号川尻津幡線                                       | 河北郡 津幡町 | 中橋IC                   | 中橋         |                                                             |
| 五反田方面                              | 中須加方面                                                    | 河北郡 津幡町 | 中須加IC                 |              | 金沢方面出入口                                              |
| 津幡南中学校方面                        | 石川県道216号南中条津幡停車場線                               | 河北郡 津幡町 | 南中条IC                 | 南中条西     |                                                             |
| 潟端方面                                | 太田方面                                                      | 河北郡 津幡町 | 太田IC                   | 太田西       | 金沢方面出入口                                              |
| 潟端方面                                | 利屋町方面                                                    | 金沢市        | 利屋IC                   |              |                                                             |
|                                         | 岸川町方面                                                    | 金沢市        | 岸川IC                   |              | 今町JCT方面出入口                                           |
|                                         | 二日市町方面                                                  | 金沢市        | 二日市IC                 |              | 今町JCT方面からの出口のみ                                   |
| 才田町方面                              | 花園小学校方面                                                | 金沢市        | 今町IC（今町第二橋）     | 金沢市今町   |                                                             |
|                                         | 国道8号（今町跨線橋方面）                                     | 金沢市        | 今町JCT                  |              | 津幡BP⇔金沢BP今町跨線橋方面は通行不可                       |
| 国道159号・国道249号 <金沢東部環状道路> | 通称山側環状 金沢森本IC方面 金沢BP⇔金沢東部環状道路は通行不可 | 金沢市        | 今町JCT                  |              |                                                             |
| 金沢バイパス 国道8号 金沢東IC・小松方面 |                                                               |               |                          |              |                                                             |

## 歴史
- 1971年度（昭和46年度）：津幡バイパス都市計画決定・事業化[1][2]。
- 1972年度（昭和47年度）：用地着手[1]。
- 1973年度（昭和48年度）：工事着手[1]。
- 1974年度（昭和49年度）：河北郡宇ノ気町狩鹿野（現：かほく市狩鹿野） - 津幡町庄間が事業区間に追加[2]。
- 1978年（昭和53年）12月15日：津幡町舟橋町 - 金沢市森本町間、延長7.4 kmが供用開始[3]。
- 1992年度（平成4年度）：河北郡宇ノ気町内日角（現：かほく市内日角） - 同町狩鹿野間が事業区間に追加[2]。
- 2004年（平成16年）3月20日：かほく市内日角 - 津幡町舟橋（舟橋JCT）間延長4.2 kmが暫定2車線で連続立体交差として供用開始。合わせて、月浦白尾IC連絡道路の白尾西IC - 内日角ICおよび金沢東部環状道路梅田IC - 金沢森本IC、北陸自動車道金沢森本ICが開通し、能登有料道路と北陸自動車道が接続[4]。
- 2008年（平成20年）4月1日：津幡北バイパス全線開通に伴い、津幡バイパスの津幡町舟橋（舟橋JCT） - 金沢市今町（今町JCT）を国道8号に指定（国道159号・国道249号と重複）、津幡北バイパス・津幡バイパスに並行する国道8号現道の津幡町刈安（刈安北交差点） - 金沢市今町地先（今町JCT）を石川県道215号森本津幡線に変更し、石川県に移管[5]。
- 2009年（平成21年）
  - 5月30日：河北郡津幡町能瀬（能瀬IC） - 同町庄（舟橋JCT ）間延長1.6 kmが4車線で供用開始[6]。
  - 11月21日：かほく市内日角 - 河北郡津幡町能瀬（能瀬IC）間延長2.1 kmが4車線で供用開始。これにより津幡バイパス全線4車線化。その後側道・歩道の整備を行い同年度をもって津幡バイパス事業終了[1][7]。
- 2010年（平成22年）7月26日：舟橋JCT - 内日角IC間の制限速度が70 km/hに引き上げ。

## 地理

### 通過する自治体
- 石川県
  - かほく市 - 河北郡津幡町 - 金沢市

## 接続するバイパスの位置関係

### 国道8号
（京都方面）金沢バイパス - 津幡バイパス - 津幡北バイパス（新潟方面）

### 国道159号
（七尾方面）押水バイパス - 現道 - 津幡バイパス - 金沢東部環状道路（金沢方面）

### 国道249号
（輪島方面）荒屋バイパス - 現道 - 津幡バイパス - 金沢東部環状道路（金沢方面）